# L'Abergement-Sainte-Colombe
L'Abergement-Sainte-Colombe és un municipi francès, situat al departament de Saona i Loira i a la regió de Borgonya - Franc Comtat. L'any 2007 tenia 1.057 habitants.

## Demografia

### Població
El 2007 la població de fet de L'Abergement-Sainte-Colombe era de 1.057 persones. Hi havia 388 famílies, de les quals 64 eren unipersonals (24 homes vivint sols i 40 dones vivint soles), 128 parelles sense fills, 180 parelles amb fills i 16 famílies monoparentals amb fills.
La població ha evolucionat segons el següent gràfic:
Habitants censats

### Habitatges
El 2007 hi havia 425 habitatges, 390 eren l'habitatge principal de la família, 9 eren segones residències i 26 estaven desocupats. 423 eren cases i 2 eren apartaments. Dels 390 habitatges principals, 360 estaven ocupats pels seus propietaris, 24 estaven llogats i ocupats pels llogaters i 6 estaven cedits a títol gratuït; 1 tenia una cambra, 10 en tenien dues, 46 en tenien tres, 120 en tenien quatre i 213 en tenien cinc o més. 340 habitatges disposaven pel capbaix d'una plaça de pàrquing. A 93 habitatges hi havia un automòbil i a 270 n'hi havia dos o més.

### Piràmide de població
La piràmide de població per edats i sexe el 2009 era:
| Homes | Edats   | Dones |
| ----- | ------- | ----- |
| 0     | 95 o +  | 0     |
| 0     | 90 a 94 | 0     |
| 8     | 85 a 89 | 12    |
| 12    | 80 a 84 | 4     |
| 8     | 75 a 79 | 16    |
| 20    | 70 a 74 | 32    |
| 16    | 65 a 69 | 12    |
| 8     | 60 a 64 | 4     |
| 0     | 55 a 59 | 8     |
| 36    | 50 a 54 | 28    |
| 44    | 45 a 49 | 40    |
| 60    | 40 a 44 | 56    |
| 44    | 35 a 39 | 36    |
| 32    | 30 a 34 | 44    |
| 28    | 25 a 29 | 24    |
| 32    | 20 a 24 | 0     |
| 36    | 15 a 19 | 40    |
| 44    | 10 a 14 | 60    |
| 40    | 5 a 9   | 32    |
| 4     | 0 a 4   | 28    |

## Economia
El 2007 la població en edat de treballar era de 732 persones, 554 eren actives i 178 eren inactives. De les 554 persones actives 527 estaven ocupades (284 homes i 243 dones) i 27 estaven aturades (12 homes i 15 dones). De les 178 persones inactives 67 estaven jubilades, 62 estaven estudiant i 49 estaven classificades com a «altres inactius».

### Ingressos
El 2009 a L'Abergement-Sainte-Colombe hi havia 406 unitats fiscals que integraven 1.116,5 persones, la mediana anual d'ingressos fiscals per persona era de 18.064 €.

### Activitats econòmiques
Dels 22 establiments que hi havia el 2007, 1 era d'una empresa alimentària, 6 d'empreses de construcció, 3 d'empreses de comerç i reparació d'automòbils, 1 d'una empresa de transport, 4 d'empreses d'hostatgeria i restauració, 2 d'empreses de serveis, 1 d'una entitat de l'administració pública i 4 d'empreses classificades com a «altres activitats de serveis».
Dels 11 establiments de servei als particulars que hi havia el 2009, 1 era una funerària, 2 paletes, 5 lampisteries, 1 perruqueria i 2 restaurants.
Dels 2 establiments comercials que hi havia el 2009, 1 era una botiga de menys de 120 m² i 1 una joieria.
L'any 2000 a L'Abergement-Sainte-Colombe hi havia 22 explotacions agrícoles que ocupaven un total de 1.404 hectàrees.

## Equipaments sanitaris i escolars
El 2009 hi havia una escola elemental.

## Poblacions més properes
El següent diagrama mostra les poblacions més properes.